# Epoligosita zygoptera
Epoligosita zygoptera är en stekelart som beskrevs av Lin 1990. Epoligosita zygoptera ingår i släktet Epoligosita och familjen hårstrimsteklar. Inga underarter finns listade i Catalogue of Life.